# Pseudostomella cheraensis
Pseudostomella cheraensis är en djurart som tillhör fylumet bukhårsdjur, och som beskrevs av Priyalakshmi, Menon och Todaro 2007. Pseudostomella cheraensis ingår i släktet Pseudostomella och familjen Thaumastodermatidae. Inga underarter finns listade i Catalogue of Life.